# NGC 2686/2
NGC 2686/2 је галаксија у сазвежђу Велики медвед која се налази на NGC листи објеката дубоког неба.
Деклинација објекта је + 49° 8' 32" а ректасцензија 8h 55m 0,5s. Привидна величина (магнитуда) објекта NGC 2686 износи 16,2 а фотографска магнитуда 17,2. NGC 26862 је још познат и под ознакама NGC 2686B, MCG 8-16-37, VV 765, PGC 25025.